# 美国的新闻有线台
新闻有线台（英語：Cable News Channel）是专门用于播送电视新闻的电视联播网，其名称源于1980年代随着有线电视普及而兴起的此类联播网。在美国，首家在全美播出的新闻有线台是1980年开播的有线电视新闻网；紧随其后的是分别于1981年开播的财经新闻网和1982年开播的有线电视新闻二台（现名头条新闻网）。全国广播公司商业频道于1989年开播，并在1991年控制了财经新闻网。在整个1990年代及随后的时间里，新闻有线台取得了蓬勃发展，包括CNN、MSNBC、福斯新闻频道等综合新闻频道和彭博电视、福斯财经网和ESPN新闻台等专业新闻频道纷纷开播。而CBSN、新闻极限电视台、辉煌新闻台、聚变电视台、一个美国新闻网和兼具新闻频道职责的乡村免费传递电视台以及曾经的半岛电视美国台都是美国新闻有线台领域的最新成员。
作为关注度最高的新闻有线台，CNN、MSNBC和福斯新闻频道有时被称为“美国三大新闻有线台”；而福斯新闻频道是全美收视人数和收视率最高的新闻有线台。虽然这些频道也被称为24小时新闻频道，但实际上除了突发新闻之外，这些频道晚间只会播送新闻分析节目或评论节目以及重播新闻。
区域性的24小时新闻有线台则主要涵盖当地新闻及本州内的兴趣内容，这些频道包括波谱新闻台（覆盖纽约州、北卡罗来纳州、佛罗里达州和德克萨斯州等地）、纽约1频道、新闻12电视网、光纤1台、新英格兰有线新闻台（覆盖新英格兰地区）和曾经的西北有线新闻台（目前改为卫星电视）。

## 三大新闻有线台

### 频道简介

#### 有线电视新闻网 CNN
有线电视新闻网（CNN）于1980年6月1日开播，是全美首家专注于新闻节目制作与播出的主流有线电视频道。1991年的海湾战争使得有线电视新闻网成为全球关注焦点，因为它是美军轰炸初期唯一能够从伊拉克内部发出报道的媒体。当时该频道的三位新闻工作者伯纳德·萧、约翰·霍利曼、彼得·阿奈特在位于巴格达的拉希德酒店向外界发送现场报道。在整个1990年代，有线电视新闻网作为当时仅有的主流新闻有线台而极具影响力，后来这种情况被称之为“CNN效应”。
2007年9月，有线电视新闻网也成为美国新闻有线台中第一个采用高清电视信号广播的频道。现在，CNN的电视名人有沃尔夫·布里泽、艾琳·博内特、安德森·库珀、杰克·塔珀等。

##### 姊妹频道
1982年，特纳广播公司（1996年与时代华纳合并）开通了有线电视新闻网的首个姊妹频道——有线电视新闻网第二频道（CNN2）。其最初的播出形式是以30分钟为一个时段，轮番播出当天的重要新闻。1983年，有线电视新闻网第二频道更名为有线电视新闻网头条新闻频道（CNN Headline News），但随后它又放弃使用有线电视新闻网这个品牌名。2008年，该频道正式启用“头条新闻（HLN）”这个频道名。从2006年开始，头条新闻从播出纯新闻节目转为白天播出新闻而晚上则播出讨论节目及纪录片系列。
1985年，特纳广播公司又开通了一条姊妹频道，名为“有线电视新闻网国际频道（CNN International）”。与有线电视新闻网主要关注美国新闻不同，有线电视新闻网国际频道更多关注国际新闻报道。1992年1月20日，有线电视新闻网推出一项特别新闻服务——有线电视新闻网机场联播网，该服务仅在美国境内的机场提供。该联播网每日轮番播出来自有线电视新闻网和头条新闻的重要新闻报道，同时也会播出飞机乘客感兴趣的内容。此外，有线电视新闻网还经营着一条西班牙语频道，即有线电视新闻网西班牙语频道。
除上述姊妹频道外，特纳广播公司还经营过两条目前已经停播的姊妹频道。有线电视新闻网财经新闻网成立于1995年底，其目标在于挑战全国广播公司商业频道的地位。该频道在运营九年后，于2004年12月停播。有线电视新闻网体育画报频道则是有线电视新闻网与《体育画报》合作运营的频道，其对标的是当时在体育新闻领域日趋占据重要地位的ESPN新闻台。目前该频道虽已关闭，但是《体育画报》依旧在CNN的网站上负责体育新闻部分。

#### MSNBC
MSNBC于1996年开播，由NBC新闻与微软合作运营。但是随着时间的流逝，微软所持有的股份逐渐被NBC所收购；直至2011年，NBC的母公司NBC环球将微软手里的剩余股份全部购下。在MSNBC开播的时候，其主要的主持人有朱迪·阿普尔盖特、约翰·吉普森、提姆·拉瑟特和布莱恩·威廉姆斯。
而自从菲尔·格里芬在2008年年中出任NBC环球的总裁以来，MSNBC的政论节目，特别是黄金时段节目越来越呈现自由主义倾向。2009年6月29日，MSNBC为其联播信号源添加了高清电视信号。
MSNBC的知名电视人有《早安！乔》的联合主持人乔·斯卡伯勒和米卡·布热津斯基、日间新闻主播查克·托德和安德烈娅·米切尔，以及晚间时事评论员克里斯·海斯和雷切尔·玛多。该频道因在2000年代中期对时任美国总统小布什的严厉批评而闻名，特别是在其前任新闻主播凯思·奥伯曼在其节目《新闻倒计时》中“特别点评”环节里。但是MSNBC因此和此后对时任美国总统奥巴马的支持而招致对其自由主义偏见的指控，不过随着它在2011年采用全新频道口号“精益向前（Lean Forward）”并公开宣扬进步主义和自由主义思想而备受赞誉。现今，MSNBC的频道立场开始逐步转向中间主义和建制主义，这使得它开始对一些进步主义政客采取敌对行为，例如它曾批评过2020年美国大选民主党提名领跑者的伯尼·桑德斯参议员。

#### 福斯新闻频道
福斯新闻频道（FNC）于1996年开播，隶属于新闻集团。新闻集团是由澳大利亚出生的媒体大亨鲁伯特·默多克所创立，是美国国内次于索尼娱乐、维亚康姆（现维亚康姆CBS）、时代华纳（现华纳媒体）、华特迪士尼公司、西格集团和米高梅的大型媒体集团。该电视频道由首席执行官鲁伯特·默多克领导，于2008年5月开始转为高清电视。
自开播以来，福斯新闻频道已经成长为全美較高收视率的有线电视频道之一。其以前的黄金时段节目包括由比尔·奥莱利主持的《奥莱利实情》，该节目是自2000年代以来在主要新闻有线台内收视率最高的节目。
福斯新闻台长期以来使用的频道口号包括“公正公平（Fair and Balanced）”和“你决定我报道（We Report. You Decide.）”，而它们目前使用的口号则还包括“最受关注，最受信任（Most Watched. Most Trusted.）”、“真实新闻、真诚观点（Real News. Real Honest Opinion.）”和“美国关注（America's Watching）”。

### 收视情况
直至2023年，有线电视新闻网 CNN一直是全美主要新闻有线台中收视率最高的频道。
从2013年开始，MSNBC的主要收视率便开始一路下滑；直至2015年3月，该频道的收视率已在主要新闻有线台中位列第四。
截至2017年，福斯新闻频道已经连续第15年位居主要新闻有线台收视率第二。2017年1月，该频道的月平均总收视人数为280万人。在黄金时段，MSNBC击败有线电视新闻网，位居有线电视频道收视率第6位；但在日间时段收视中，有线电视新闻网却击败了MSNBC，排名仅次于位居冠军的福斯新闻频道。

## 其他综合类新闻有线台

### 本土频道

#### 聚变
聚变隶属于环球电视传播集团公司。该频道是由环球电视与华特迪士尼公司旗下的子公司华特迪士尼电视集团合资建立，其新闻资源依赖于ABC新闻和环球电视新闻。聚变于2013年10月启动，其频道主要针对使用英语的千禧世代，这也包含了西班牙裔背景的美国人；其频道节目内容包含新闻、生活方式、流行文化、讽刺喜剧和娱乐节目。艾丽西亚·梅南德斯、玛丽安娜·阿滕西奥、乔奇·拉莫斯等电视名人都供职于本频道。
聚变可以在碟网、直播电视等卫星电视服务商和威讯光纤服务、AT&T U-verse、Google光纤、有线电视系统等有线电视服务商所提供的节目服务中收看。
聚变是美国广播公司在继卫星新闻频道、ABC实时新闻之后第三次在新闻有线台领域的尝试，但它还是在2015年退出了这个合资频道。

#### 新闻网
新闻网是一家总部位于密歇根州凯迪拉克市的新闻有线台，其总台是当地的本地新闻频道WMNN-LD。2018年12月下旬，新闻网开始在全美18家会员台上进行试播节目的联播测试；2019年1月1日，该电视网全面启动。新闻网遵循美国传统新闻频道的播报风格，即整点滚动播出新闻并且不包含观点类节目。除了可以通过其会员台的地面电视服务收看之外，也可以在互联网上作为免费流媒体电视观看。

#### 信息战争
信息战争成立于1999年，最初是阴谋理论家兼广播主持人亚历克斯·琼斯的在线播放渠道。自2010年代起，开始播放琼斯主持节目时的实况录像并开始雇佣其他节目主持人。信息战争起初被定义为极端自由主义意识形态，在2000年代，琼斯罗织了大量有关小布什政府的阴谋论。例如：他指控小布什政府策划了“911袭击”并认为小布什在2008年总统大选中为共和党候选人罗恩·保罗提供支持。信息战争目前的主持人和撰稿人有亚历克斯·琼斯、保罗·约瑟夫·沃森、迈克·瑟诺维奇、罗杰·斯通、杰罗姆·柯西等。
美国绝大部分有线电视服务商和卫星电视服务商都拒绝转播信息战争，同时大多数社交媒体平台也将其列入黑名单或平台驱逐。因此，信息战争只能通过其官方网站或少数附属电视台进行观看。

#### 丰富新闻
丰富新闻于2008年开始提供联播节目服务，同时也为网络及移动用户提供节目内容。2014年，地方电视台业主斯克里普斯公司收购了该频道并将其改版为线性电视频道，专门用于滚动播报新闻及短视频。起初，丰富新闻主要通过OTT平台播送，从2017年年底开始也可以通过有线电视服务收看。

#### 辉煌电视台
辉煌电视台是由辉煌传媒运营的新闻与评论电视网，而辉煌传媒则是由保守评论与格林·贝克的水星广播艺术合并而成。辉煌电视台成立于2012年9月12日，最初它是由格林·贝克独资控制的；2018年12月3日，公司成为合资公司，并开始接受的节目编排。是保守评论于2016年10月推出的订阅服务。
辉煌电视台的节目立场是保守主义观点，格林·贝克、马克·莱文、帕特·格雷、史蒂夫·迪斯、史蒂芬·克劳德、菲尔·罗宾逊都是该频道受欢迎的电视名人。
辉煌电视台可以在碟网、威讯光纤及其他小型有线电视服务商上收看，同时也可以通过网络电视订阅。

#### 一个美国新闻网
一个美国新闻网是鲱鱼网络于2013年夏季启动的一家新闻有线台，其最初是与《华盛顿时报》进行合作。2019年，一个美国新闻网宣称其在美国已经拥有3500万家庭订阅用户。
该频道的目标受众是保守主义者及中右派观众。该频道的黄金时段政治谈话节目具有明显的保守主义立场，同时它还会定期播放支持唐纳德·特朗普的相关故事。一个美国新闻网自称是特朗普的“最大支持者”之一。该频道已经被用来宣传假新闻及阴谋论。

#### 新闻极限电视台
新闻极限电视台于2014年6月15日作为新闻极限传媒旗下的电视频道首次登场，新闻极限传媒是一家经营杂志和网站而闻名的公司。该频道下午播放滚动新闻，其余时段则播出保守派谈话电台节目的联播实况视频、脱口秀及纪录片的重播。其拥有的电视名人包括霍伊·凯尔、韦恩·埃林·鲁特、乔·帕格斯、比尔·奥莱利等。截至2016年年中，新闻极限电视台曾通过碟网和直播电视向全美播出；但此后碟网就取消了对其转播。不过新闻极限电视台在美国境内还拥有不少加盟无线台站。除此之外，该频道也在其官方网站和YouTube上提供免费在线播出。新闻极限电视台通常被认为是右翼电视台，经常播出保守派人物的相关节目。

#### 自由言论电视台
自由言论电视台是美国一家全国性独立的进步立场新闻有线台，在全美拥有超过4000万家庭用户。该频道宣称自己是“富豪、政府或企业所拥有电视网的替代品”。自由言论电视台于1995年开播，由公共传播法团（Public Communicators Incorporated）负责运营。公共传播法团成立于1974年，是一家享受501(c)(3)政策的非营利性免税组织。自由言论电视台主要通过碟网和直播电视覆盖全美，并且在其官网和Roku进行流媒体直播。在观众及基金会的支持下，自由言论电视台自1995年来一直坚持免费播出。该频道宣称自己“扩大了代表性不足族群和奋斗在社会、经济与环境等领域正义前线人士的声音”，为观众带来了一系列日常新闻节目，独立纪录片和特别事件报道。自由言论电视台被认为是左翼电视台，一些进步派谈话电台节目的主持人都在该频道上有自己的节目时段，并且与坚持已久的进步主义电台网太平洋广播网联播节目《民主现在！》。

#### 乡村免费传递电视台
乡村免费传递电视台是乡村传媒集团（Rural Media Group）所独资拥有并面向农村观众的电视网。它在工作日日间时段主要播出新闻类节目，这包括由第三方制作公司所制作的《美国农场报道》、《农业日》、《农业企业周刊》等节目；而在晚间，它则播出《乡村晚间新闻（Rural Evening News）》和一个长达5小时的新闻滚动报道。报道内容以农产品资讯为主，同时也包括新闻和天气预报。
乡村免费传递电视台可以通过美国两大卫星电视服务商、少数几个有线电视服务商和付费网络电视平台收看。

### 海外频道

#### RT美国台
RT美国台（实际播出时以“RT电视台”为品牌名）是俄罗斯联邦政府所属媒体今日俄罗斯的下辖电视台。RT美国台于2010年开播，除了播出美国本土工作室制作的内容外，也会播出RT电视台国际版和英国版的内容。和大部分美国新闻有线台相比，RT美国台播出的内容是非主流的，而且是故意与主流内容相悖。该频道的电视名人有拉里·金、李·坎普、杰西·温图拉和亚历克斯·萨尔蒙德。
全美的观众可以通过碟网和直播电视这两大卫星电视服务商收看该频道，也可以在部分地区通过特许通讯及其他有线电视服务商收看。此外，部分无线电视台站也会通过其旗下的数字子频道转播RT美国台。而除了上述传统收看方法之外，RT美国台还可以在多个流媒体平台（如Roku和安卓电视等）及蓝光播放器和智能电视上收看。当然，也可以通过该频道官方网站免费收看网络直播。
2017年11月，RT美国台已经注册成为外国代理人。

#### i24新闻台
i24新闻台是阿尔蒂斯美国旗下的一条英语国际新闻频道。它同时也是以色列新闻频道i24新闻台的英文版，而这个新闻频道是由以色列本地两家知名商业广播公司合资运营的。它于2017年2月13日开始在美国广播，每天美东时间下午6点到晚上10点直播，其余时间则播出以色列姊妹频道的节目内容。i24新闻台的直播节目主要从纽约的时报广场及华盛顿特区的分支机构播出；此外，该频道还使用了i24新闻台总台位于雅法总部的资源。i24新闻台的电视名人包括兼任执行编辑的大卫·舒斯特和米歇尔·马科里（Michelle Makori）、丹·拉维夫等；并且他们还从前半岛电视美国台那里吸收了不少幕后人才。
由于i24新闻台隶属于阿尔蒂斯美国，因此它能够在阿尔蒂斯美国下属的有线电视服务商佳效有线和迅链传播上收看，同时也可以在特许波谱等其他有线服务商上收看。此外，它也在其官网提供直播服务。

#### CGTN美国台
中国环球电视网北美分台（CGTN美国台）是中华人民共和国国营媒体中央广播电视总台下属中国环球电视网的北美地区分台。其总部位于美国的华盛顿特区，并管辖着中国环球电视网在北美洲及南美洲的相关业务。该频道于2012年开播，最初名为“中国中央电视台北美分台（CCTV America）”。CGTN美国台所雇佣的记者来自美国、中国及全球其他国家，为中国环球电视网制作基于美国而关注亚洲的电视新闻节目。中国环球电视网北美分台可以通过碟网、直播电视、AT&T U-verse及其他小型有线电视或卫星电视服务商收看，也可以通过其官方网站及网络直播平台的流媒体服务观看。

#### CNC世界频道
中国新华新闻电视网（CNC世界频道）是由中华人民共和国国家新闻社新华社所拥有并运营的一个英语电视新闻频道。与CGTN美国台相比，CNC世界频道的宣传目标更加明确，其报道的内容与中国共产党更加紧密。该频道在美国的业务总部位于纽约市，主要通过数字子频道及网络流媒体形式向美国观众播出。

#### BBC世界新闻频道
英国广播公司世界新闻频道（BBC世界新闻频道）是英国广播公司下属的国际新闻及时事电视频道。尽管该频道并非特别针对美国地区播放，但是它也在华盛顿特区设有一个分支机构并制作两档涵盖美国新闻与政治内容的电视节目——《BBC美国世界新闻》和《超越百日》。这些节目也会在美国一些公共电视频道播出，通常会以名为“BBC世界新闻”的半小时简报节目样式出现。
BBC世界新闻会报道美国总统选举和中期选举的结果；也会为美国及加拿大制作天气预报节目。由于BBC世界新闻频道的美国节目源不针对联合王国播出，因此可以不必遵守英国电视牌照的限制而插播广告。
BBC世界新闻频道可以通过有线电视系统、康卡斯特、特许通讯、威讯光纤、AT&T U-Verse等有线电视服务商观看，也可以通过YouTube电视及悬索电视等网络电视服务提供商观看。
根据品牌关键在2018年做的一项调查显示，BBC世界新闻已经击败福斯新闻频道和公共广播电视台而成为美国观众最受信任的电视品牌。

## 财经类新闻有线台

### 主要频道

#### 全国广播公司商业频道
全国广播公司商业频道（原名：消费者新闻与商业频道）是全国广播公司在1989年收购卫星节目网之后所成立的频道，该频道在同年完成其前身的主要竞争对手财经新闻网的兼并。全国广播公司商业频道目前隶属于NBC环球新闻集团（NBCUniversal News Group），这是NBC环球电视集团下辖的新闻事业部门，其母公司为NBC环球。
全国广播公司商业频道是美国主要商业新闻有线台中发行渠道最广泛的。截至2015年，其在美国的付费订阅用户多达9,253.7万户，覆盖全美79.5%的家庭。同时该频道在全球还有诸多姊妹频道。

#### 彭博电视台
彭博电视台是全国广播公司商业频道在金融新闻类电视媒体中的主要竞争对手，其所有者是前任纽约市市长迈克尔·布隆伯格所创始的彭博有限合伙企业。彭博电视台总部位于纽约市，它通过有线电视、卫星电视、网络电视等形式覆盖全美及全球。
彭博电视台之所以与众不同就在于它在网络流媒体平台上完全免费的，它也是自1990年代以来少数持续在互联网上向普通观众提供免费资源的电视台。但是自2018年5月开始，该频道的互联网节目信号源与彭博社的其他互联网业务都被安置在一个软性收费墙的后面。

#### 福斯财经网
福斯财经网是福斯新闻频道针对金融新闻领域的专业姊妹频道，于2007年10月由新闻集团所创立。新闻集团首席官鲁伯特·默多克谈及建立该频道的理由是他认为全国广播公司商业频道“并不擅长经济报道”而他的福斯财经网“对经济报道更友好”。截至2015年，福斯财经网拥有8,375.4万订阅用户，覆盖全美72.0%的家庭。

#### 切达频道
切达频道创建于2017年，最初是一个仅在网络运营的免费增值频道。该频道的部分内容是免费的，而另外一些内容则是有收费墙的。在2019年被阿尔蒂斯美国收购之前，它也曾在美国数字电视公司所运营的几个低功率电视台站上播放过；此后它就转为有线电视频道了。相较于其他财经类新闻有线台，切达频道的目标观众相对年轻。

### 收视情况
福斯财经网最初的收视情况非常不理想，其收视人数一度没有超过尼尔森收视率的调查误差范围。当《早间伊姆斯》于2009年在福斯财经网开播后，该节目创下当时福斯财经网的最高收视率；在节目播出的美东时间早上七点，收视人数达到了20.2万人。到了2016年10月，福斯财经网的收视率就已经超过了全国广播公司商业频道。在此前的一年时间里，全国广播公司商业频道约有三分之一的收视用户转移到了福斯财经网，因此两个频道之间的收视用户净差达到了170,000名收视观众。彭博电视台没有订阅尼尔森公司的收视调查服务，并且它自己的收视率也被认为很低。但是需要注意的是，当彭博电视台的节目在晨间时段于娱乐电视台同步联播时，其整体收视率是要高于全国广播公司商业频道的。这个联播合作计划始于2004年，但是十年后就被娱乐电视台的母公司美国电视网所终止；而娱乐电视台更是在2007年就全面下档了彭博电视台的所有节目。目前，全国广播公司商业频道全天的平均收视率在200,000－400,000人之间。但在2000年的时候，每逢市场交易时段，全国广播公司商业频道的收视率是要超过有线电视新闻网的。财经类新闻有线台的收视率可能被极大地低估，因为这些频道的主要播出场地均在公共区域，而尼尔森公司无法对这些区域的收视情况进行科学分析，因此就不予统计。也是由于这个原因，全国广播公司商业频道在2015年放弃了对尼尔森收视调查服务的订阅。作为农业财经新闻与普通新闻均涉及的有线新闻台——乡村免费传递电视台，其平均收视率（包含财经新闻和非财经类新闻节目）为136,000人。

## 体育类新闻有线台

### 职业体育

#### ESPN新闻台
ESPN新闻台于1996年11月1日开播，是ESPN旗下一条24小时体育新闻频道。尽管ESPN新闻台被归类在专门的体育频道或资讯频道内，但是美国境内绝大部分有线电视和卫星电视服务商都会提供该频道。ESPN新闻台主要播出体育新闻、焦点报道、新闻发布会及分析专家参与的观点类节目。ESPN新闻台的节目有时还会以广播联卖的形式成为区域性体育电视网的日间节目，亦或者ESPN或ESPN2的某些节目在部分地区被限制播出的时候用来作为替换节目。
ESPN新闻台最近几年一直在扩大其旗舰节目《SportsCenter》的品牌影响力，它主要在该频道的日间时段播出；为此，ESPN新闻台自2013开始缩减其纯新闻节目的播出时长。现在，ESPN新闻台的新闻类节目都会被冠以《体育中心》的名号，当它取代ESPN2在ESPN主频道播出的谈话节目时。
通常情况下，ESPN旗下三条频道（ESPN、ESPN2和ESPN新闻台）至少会有一个频道在播出《体育中心》，除非在体育赛事过于密集时导致三条频道无法抽出时段播出，亦或者是某项需要ESPN多频道并机转播的重大赛事播出时。

#### 福斯体育台
福斯娱乐集团在2013年8月13日将速度电视网改组成为福斯体育1台，是是一个既包含体育分析节目又播出赛事直播的体育新闻频道。每当福斯体育1台在直播赛事的时候，其演播室节目通常会推送到其姊妹频道福斯体育2台上播出。福斯体育2台在美国境内主要充当福斯体育1台的补充频道，当福斯体育1台的节目表由于赛事直播而无法正常播出时，其演播室节目会转移到这里播出；此外福斯体育2台也会重播福斯体育1台的节目。当然，福斯体育2台也会直播体育赛事，但是通常在美国境外。
福斯体育曾经三次尝试播出一档全国联播的体育节目。第一次是1996年到2002年在福斯体育网上播出的《全国体育报道》；第二次则是2006年到2011年播出的《最后得分》；而第三次则转移到福斯体育1台上播出，即2017年开播的《福斯体育实况》。

#### NBC体育电视网
NBC体育电视网最初名为户外生活电视网（Outdoor Life Network），于1995年开播；2006年，改名为对抗频道（Versus）；2012年再度改名为NBC体育电视网（NBC Sports Network），同时也启用了缩写为品牌名。
与NBC电视网重播当日最受期待的奥运会赛事不同，NBC体育电视网则是对奥运会进行直播。除此之外，该频道还播出英格兰足球超级联赛和国家冰球联赛，以及部分高校的篮球、橄榄球和冰球赛事。在赛事直播节目外，NBC体育电视网也会播出体育新闻及体育分析节目；而在其母公司康卡斯特在2019年收购了天空公司之后，该频道也会在午后时段同步联播天空体育新闻台的节目。与ESPN及福斯体育不同，NBC体育电视网没有制作全国联播性质的全体育新闻节目；而且其体育节目通常是围绕某个单项运动而制作。虽然它也尝试制作综合体育节目，但是通常维持的时间并不长。
在NBC电视网和NBC体育电视网对奥运会赛事进行实况转播的时候，它们的姊妹频道奥林匹克频道（前身为环球体育）会转换为全体育新闻频道，专门播出奥运会当日赛事的摘要新闻。

#### CBS体育网/CBS体育总部
CBS体育网最初名为高校体育电视台（College Sports TV），于2002年6月开播。更名后的CBS体育网仍然主要关注美国高校体育界，但是也会播出综合体育类的演播室讨论节目和同步转播CBS体育电台的谈话节目，以及关注一些低层级的职业体育节目。
2018年2月26日，CBS体育推出了CBS体育总部，这是一个仅在网络电视平台上播出的24小时体育频道。除了不提供赛事直播节目外，该频道主要播出体育新闻、焦点报道和讨论节目。

### 高校体育

#### ESPN高校台
ESPN高校台是致力于关注高校体育及运动赛事的24小时体育新闻有线台。
ESPN有为该频道推出《体育中心》的订制版——《高校体育中心（SportsCenter U）》，这是一档涵盖大学体育新闻及有关大学球队和球员纪录片的电视节目。

#### 大十电视网
大十电视网的前身可以追溯到2003年，这是一个播放大量原创电视节目的体育类有线新闻台。大十电视网的节目内容包括一档类似《体育中心》的《今夜大十》，以及高校体育赛事的直播。
与ESPN高校台及大十电视网的姊妹频道福斯高校体育等其他高校体育新闻频道不同的是，大十电视网主要关注于大十联盟。

#### 福斯高校体育
福斯高校体育是一条会播放大量高校体育赛事直播的新闻有线台。由于福斯高校体育的母公司福斯体育拥有大量高校体育赛事的转播权，因此其播出情况与母公司类似，都是按照区域进行划分的。

#### 长角牛电视网
长角牛电视网于2011年开播，由ESPN与德克萨斯州长角牛队合资建立。该频道除了播出20种不同类型的赛事现场之外，也会播出体育新闻及分析节目。

#### 东南联盟电视网
东南联盟电视网成立于2014年，由ESPN与东南联盟合资建立。东南联盟电视网除了会转播东南联盟旗下20种不同体育赛事之外，也会对即将到来的体育赛事进行分析点评，同时也会播出体育脱口秀节目。
位于华盛顿特区的WDCW电视台有时也会同步转播一些东南联盟电视网的美式橄榄球赛事。

#### 太平洋12电视网
太平洋12电视网于2012年开播，其播出内容主要涵盖太平洋十二校联盟旗下所有赛事及队伍，每年转播近900场的体育赛事。随着太平洋十二校联盟的赛事活动增加，太平洋12电视网也被划分为针对不同区域的6个专门频道。